# Taschachferner
Taschachferner är en glaciär i Österrike. Den ligger i förbundslandet Tyrolen, i den västra delen av landet. Taschachferner ligger 3 760 till 2 240 meter över havet.
Taschachferner ligger norr om berget Wildspitze (3 768 meter över havet).
Trakten runt Taschachferner består av andra isformationer samt av alpin tundra.